# Dinastia Đinh
La Dinastia Đinh (en vietnamita: nhà Đinh) va ser una dinastia que va governar el Vietnam (aleshores amb el nom de "Đại Cồ Việt") entre el 968 i el 980. Només va aportar dos emperadors: Đinh Bộ Lĩnh, que va sortir victoriòs de les disputes entre els Dotze Senyors, i el seu fill Đinh Phế Đế, que va cedir el tron a Lê Hoàn.

## Ascens al tron
Đinh Bộ Lĩnh era fill de Đinh Công Trứ, un oficial que havia servit als emperadors Ngô Quyền (939–944) i Ngô Xương Văn (950–954). Quan Đinh Bộ Lĩnh encara era jove, el seu pare va morir i va ser educat per la seva mare lluny de la cort.
Quan la dinastia Ngô es va fragmentar, i Vietnam va entrar en un període de guerra civil conegut com l'Anarquia dels Dotze Senyors, Đinh Bộ Lĩnh va entrar al servei de Trần Minh Công (Trần Lãm), un dels dotze senyors.

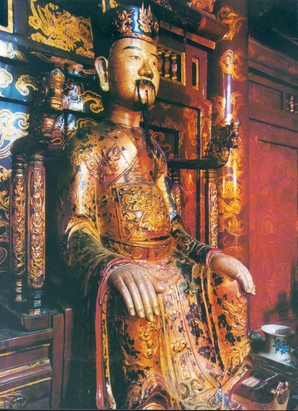
Estàtua de Đinh Tiên Hoàng, fundador de la dinastia.

Veint el seu potencial, Trần Lãm va fer-lo un dels seus generals. Un per un, Đinh Bộ Lĩn va anar derrotant els altres 11 senyors, fet que li va valer el títol de Vạn Thắng Vương (Rei de les deu mil victòries). El mateix Trần Lãm va reconèixer que era el millor rei possible i li va cedir el poder. Finalment el 968 es va reunificar el país i restablir la pau, i Đinh Bộ Lĩnh es va coronar amb el nom de Đinh Tiên Hoàng.

## Regnat
Đinh Bộ Lĩnh va rebatejar el país amb el nom de Đại Cồ Việt i va traslladar la capital al seu Hoa Lư natal. Conscient de la debilitat del Vietnam, va buscar mantenir bones relacions amb Xina pagant tributs a canvi d'un acord de no-agressió. A nivell intern, va reformar l'administració per reforçar l'estructura de l'estat. També va introduir un nou codi penal molt estricte, que incloïa penes com les de ser bullit en oli roent o llençat a la gàbia d'un tigre, amb la intenció de dissuadir ningú que pretengués alterar el nou ordre.
Đinh Bộ Lĩnh volia que el succeís el seu segon fill Đinh Hang Lăng, i per això va excloure el fill gran Đinh Liễn de la successió. L'octubre de 979, l'emperador i Đinh Liễn van ser assassinats per un eunuc. Amb la mort de l'emperador i l'hereu, i el fill gran exclòs de la successió, el tron va passar al tercer fill: Đinh Toàn, un nen de sis anys provocant un estat de malestar a tot Dai Viet, i el príncep Ngô Nhật Khánh, exiliat a Txampa des de la seva derrota durant l'Anarquia dels Dotze Senyors, va animar el rei Txam Paramesvaravarman I de Txampa a envair Đại Việt, però l'expedició fou aturada per un tifó.

## Abdicació

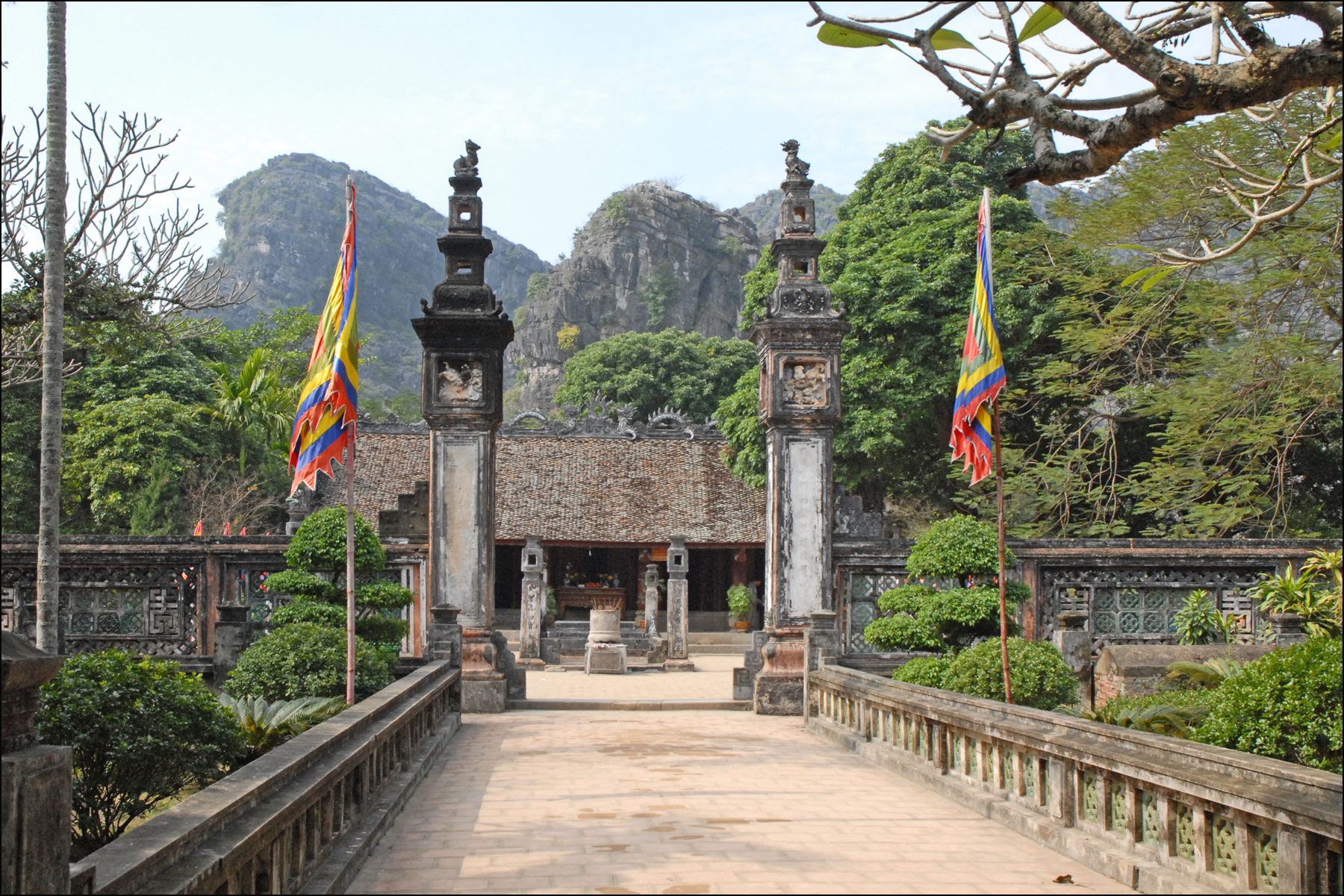
Temple dedicat a l'emperador Dinh Tien Hoang a Hoa Lư.

Đinh Toàn va ser coronat amb el nom imperial de Dinh Phe De, i la seva mare Dương Vân Nga va assumir el rol de regent.
Diversos nobles van voler aprofitar la feblesa de la monarquia per rebel·lar-se, però les revoltes van ser sufocades ràpidament pel general Lê Hoàn, comandant en cap de l'exèrcit. Però la nova dinastia imperial xinesa, els Song, va veure en la situació del Vietnam una oportunitat de recuperar-ne el domini.
Espantada per aquesta amenaça, l'emperadriu Dương Vân Nga va decidir cedir el poder al general Lê Hoàn. Amb el consens de la major part dels oficials de la cort, el general va ser coronat emperador mentre l'exèrcit xinès arribava a la frontera del Vietnam. Lê Hoàn va aconseguir derrotar les forces invasores, establint una nova dinastia imperial.
L'emperadriu Dương Vân Nga acabaria sent la segona esposa de Lê Hoàn, esdevenint la primera dona de la història del Vietnam a estar casada amb dos emperadors.